# Walter Dejaco
Walter Dejaco (* 19. Juni 1909 in Mühlau bei Innsbruck, Österreich-Ungarn; † 9. Januar 1978 in Reutte, Tirol) war ein österreichischer Architekt, der im KZ Auschwitz als Bauleiter bei der Zentralbauleitung der Waffen-SS und Polizei Auschwitz tätig war.

## Frühe Jahre
Dejaco war der Sohn eines Postbeamten. Er besuchte die Volks- und später die Realschule. Nach dem Abschluss seiner Schullaufbahn studierte er an einer Bauschule in Innsbruck und schloss 1930 seine Ausbildung als Diplom-Architekt ab. Durch die Weltwirtschaftskrise konnte er nach zwei Jahren Beschäftigung bei einer Baufirma und später einem Architekten ab 1932 nicht in seinem erlernten Beruf tätig werden und verdiente seinen Lebensunterhalt als Bergführer, Skilehrer sowie Hilfszeichner. Im Juli 1933 trat Dejaco der in Österreich illegalen SS bei (SS-Nummer 295.135) und betätigte sich beim Sturmbann 2 der 87. SS-Standarte (Tirol-Vorarlberg). Aufgrund illegaler nationalsozialistischer Betätigung für die NSDAP wurde er 1934 wegen Geheimbündelei angeklagt. Dejaco wurde schließlich zu einer fünfmonatigen Haftstrafe verurteilt. Nach der Haftentlassung lebte er in Frankreich und Italien, da er die jeweilige Landessprache beherrschte. Ab Sommer 1937 nahm er seinen Wohnsitz in Deutschland. Seinen Lebensunterhalt bestritt er während der Auslandsaufenthalte als Ski- und Sportlehrer. Nach dem „Anschluss Österreichs“ an das nationalsozialistische Deutsche Reich im März 1938 kehrte er nach Innsbruck zurück und arbeitete wieder als Architekt. Am 14. August 1938 beantragte er die Aufnahme in die NSDAP und wurde rückwirkend zum 1. Mai desselben Jahres aufgenommen (Mitgliedsnummer 6.256.697). Seit Mai 1939 war er mit Herta Elsler (* 1912) verheiratet.

## Zweiter Weltkrieg
Nach Beginn des Zweiten Weltkrieges meldete sich Dejaco im November 1939 zum Kriegsdienst bei der Waffen-SS und war mit der 8. SS-Totenkopf-Standarte in Krakau stationiert. Ab dem 6. Juni 1940 gehörte Dejaco der SS-Neubauleitung Auschwitz an. Ab November 1941 leitete er dort die Abteilung Planung. Durch ein SS- und Polizeigericht wurde Dejaco zwischenzeitlich zu einer dreimonatigen Haftstrafe verurteilt, da er auf einer Rückfahrt von Kattowitz nach Auschwitz einen Schaffner geschlagen hatte, der die Schließung einer Zugtür verlangt hatte. Durch den Reichsführer SS Heinrich Himmler persönlich wurde Dejacos Strafe reduziert und dieser kurz darauf zum Sonderführer der Waffen-SS befördert. Dejaco war als Bauleiter maßgeblich an der Planung, Errichtung und Instandhaltung der Gaskammern und Krematorien der Konzentrationslager Auschwitz beteiligt. Der Architekt wurde von dem Leiter des SS-Bauwesens Hans Kammler in einem Personalbericht von November 1941 als „befähigter Baufachmann“ bezeichnet.
Zum Studium der von SS-Standartenführer Paul Blobel erprobten Methoden zur Beseitigung von Massengräbern fuhr Dejaco am 16. September 1942 mit Lagerkommandant Rudolf Höß und Franz Hößler in das Vernichtungslager Kulmhof. Hintergrund dieser Reise war die drohende Kontaminierung des Grundwassers in Auschwitz mit Leichengift, da zigtausende Leichen von den Holocaustopfern in der Umgebung des KZ Auschwitz-Birkenau in Massengräbern verscharrt waren. Blobel empfahl seinen Besuchern auf einem Eisenbahnschienenrost je eine Lage Leichen und abwechselnd benzingetränktes Holz zu schlichten, um diese dann zu verbrennen. Dejaco fertigte darüber Aufzeichnungen an und ließ darauf basierend eine entsprechende Konstruktion in Auschwitz errichten. Die dortigen Massengräber wurden durch KZ-Häftlinge enterdet und die Leichen verbrannt.
1943/44 war Dejaco Stellvertreter des Leiters der mittlerweile als Zentralbauleitung der Waffen-SS und Polizei Auschwitz bezeichneten Bauleitung in Auschwitz. Ab Mitte Mai 1944 besuchte er einen dreimonatigen Sonderlehrgang im Bereich Bauwesen an der SS-Führerschule des Wirtschafts-Verwaltungsdienstes Arolsen. Anschließend wurde er wieder nach Auschwitz kommandiert, wo er bis Januar 1945 eingesetzt war. Dejaco stieg im August 1944 zum SS-Obersturmführer der Reserve bei der Waffen-SS auf, seinem höchsten erreichten SS-Rang.

## Nachkriegszeit
Nach Kriegsende befand sich Dejaco in sowjetischer Kriegsgefangenschaft, aus der er 1949/50 entlassen wurde. Anschließend leitete er als Baumeister in Reutte ein Kleinunternehmen mit etwa 15 Angestellten. Nach Angaben des Auschwitzüberlebenden Rudolf Vrba soll Dejacos Unternehmen in Reutte das neue Pfarrhaus erstellt haben, wofür sich der Innsbrucker Bischof herzlich bedankt haben soll. Bei diesem Gebäude handelt es sich um das Paulusheim, erbaut von Dejaco von 1959 bis 1961 und benannt nach Bischof Paulus Rusch, der hinter diesem Projekt für das Franziskanerkloster Reutte stand.
Durch den Auschwitzüberlebenden Hermann Langbein wurden die Angehörigen der Zentralbauleitung der Waffen-SS und Polizei Auschwitz Dejaco und Fritz Ertl 1961 wegen ihrer Tätigkeit bei der Bauleitung Auschwitz angezeigt. Im April 1962 wurde Dejaco zu den Beschuldigungen erstmals durch einen Untersuchungsrichter vernommen, das Verfahren selbst wurde erst im Juni 1971 fortgesetzt.
Vor dem Schwurgericht des Landgerichts Wien begann am 18. Januar 1972 der Prozess gegen Dejaco und Ertl als erster Auschwitzprozess in Österreich. Verfahrensgegenstand war deren Beteiligung am Holocaust durch „Planung, Bau und Instandhaltung der Gaskammern und Krematorien des KZ Auschwitz-Birkenau“. Dejaco war zusätzlich beschuldigt, zwischen 1940 und 1942 zwölf KZ-Häftlinge erschossen oder erschlagen zu haben.

„Ihre Bautätigkeit war von vornherein auf ein kurzfristiges Vegetieren der Häftlinge ausgerichtet, und stellte eine Verhöhnung der elementaren Grundsätze der Bautechnik dar. Dass sich die Beschuldigten sehr wohl bewusst waren, dass die von ihnen ohne Fenster und ausreichende Belüftung gebauten, eng nebeneinander liegenden Baracken, keinen ausreichenden Lebensraum für Menschen boten, ersieht man aus ihrem Bemühen, die für die Wachhunde und Kühe bestimmten Baracken durch entsprechende Belüftung zu verbessern, um eine gesunde Haltung der Tiere zu gewährleisten.“

Der Prozess gegen Dejaco und Ertl endete am 10. März 1972 jeweils mit einem Freispruch, da Ertl und Dejaco nicht die „geistigen Urheber“ der Gaskammern seien. In den Medien wurden Dejaco und Ertl als „Baumeister des Massenmordes“ tituliert. Der Prozess spielte jedoch in den Medien nur eine Nebenrolle und stieß auf geringes Zuschauerinteresse.